# قطعنامه ۱۱۴ شورای امنیت
قطعنامه ۱۱۴ شورای امنیت سازمان ملل متحد که در تاریخ ۰۴ ژوئن ۱۹۵۶ تصویب شد، سندی بین‌المللی دربارهٔ مسئلهٔ فلسطین است. این قطعنامه طی نشست ۷۲۸ام با ۱۱ موافق، ۰ مخالف و ۰ ممتنع تصویب شد.